# Bygmaltsirup
Bygmaltsirup er et sødemiddel, fremstillet af spiret byg, og som indeholder ca. 65 procent maltose, 30 procent komplekse kulhydrater og 3 procent protein. Maltsirup er mørkebrunt, tyktflydende og klistret og har en stærk, markant smag, der bedst beskrives som "maltagtig". Bygmaltsirup er omkring halvt så sødt som hvidt sukker. Bygmaltsirup benyttes som regel i kombination med andre naturlige sødemidler.
| Mad og drikke | Spire Denne artikel om mad og drikke er en spire som bør udbygges. Du er velkommen til at hjælpe Wikipedia ved at udvide den. |